# عملية بيت حنان
عملية بيت حنان هي هجوم إطلاق نار شنه فدائيون فلسطينيون في 29 أغسطس 1955، بالقرب من قرية بيت حنان في إسرائيل، قُتل فيها 4 مدنيين إسرائيليين في وجُرح 10 آخرون.

## العملية
في ليلة الاثنين 19 أغسطس 1955، تسللت فرقة فدائيين فلسطينية إلى إسرائيل من مصر، ووصلوا إلى بساتين بيت حنان على بعد حوالي 12 إلى 15 ميلاً شمال قطاع غزة، حيث أطلقوا النار وطعنوا مجموعة من العمال الإسرائيليين الذين كانوا يعملون في الحقول، مما أسفر عن مقتل 4 وجرح 10.

## وصلات خارجية
- العنف مستمر في قطاع غزة. إسرائيل ومصر هورشونز - نُشرت في مجلة ميلووكي في 30 أغسطس 1955
- اشتباك إسرائيل ومصر مرة أخرى على طول الحدود - نُشر على سجل يوجين للحراسة في 30 أغسطس 1955
- استمرار العنف بالقرب من غزة - تم نشره على أوكالا ستار بانر في 30 أغسطس 1955
- إسرائيل تحطم معسكرًا للجيش المصري في الانتقام ؛ الإسرائيليون يضربون القاعدة المصرية انتقاما من الغارات الإرهابية - التي نشرت في صحيفة نيويورك تايمز في 1 سبتمبر 1955